# Paolo Dal Pozzo
Paolo Dal Pozzo (Feltre, 5 luglio 1573 – Feltre, 9 marzo 1655) è stato un pittore italiano.
Nacque in una famiglia nobile, figlio di Giovanni Giacomo, medico stimato, e di una Lucrezia. Fu allievo di Pietro Mariscalchi detto "lo Spada", famoso pittore locale, tuttavia dal maestro avrebbe appreso solo le conoscenze tecniche dell'arte, in quanto il suo stile si avvicina piuttosto a quello del Morto da Feltre. Il discepolato presso il Mariscalchi, comunque, contribuì alla sua celebrità tanto da essere l'unico pittore di Feltre a godere di una certa notorietà.
Le sue prime opere note sarebbero alcuni dei trenta ritratti di presuli feltrini realizzati nel 1616 su committenza del vescovo Agostino Gradenigo. Nel 1620 dipinse i ritratti di Francesco Falce e di Giacomo dal Colle; pur trattandosi di opere celebrative, si nota una certa finezza tecnica nella resa dei particolari e anche una certa tendenza alla rappresentazione psicologica e umana. Dello stesso periodo potrebbe essere la Vergine ed il Bimbo con i santi Vittore e Corona, pala d'altare per la cattedrale di Feltre: è chiaramente ispirata a una tela del Morto per la parrocchiale di Villabruna, ma lo stile impiegato è assolutamente originale.
Le stesse caratteristiche si ritrovano in altre opere custodite in diverse chiese del Feltrino: si citano i Santi Lorenzo e Vittore a Pullir, San Marco a Santa Giustina, Sant'Antonio abate a Mugnai, i Santi Vittore e Corona nell'oratorio di villa Villabruna a Cassol. Difficile stabilire se la pala con i Santi Vittore e Corona di Cesiomaggiore sia sua, in quanto pesantemente restaurata.
Nel 1633 restaurò l'opera San Pietro realizzato al Mariscalchi per la cattedrale di Feltre (oggi a Villabruna), mentre nel 1636 dipinse i cassettoni della cripta della cattedrale con Episodi della Passione di Cristo. Nel 1645 realizzò la Vergine in gloria tra i santi Pietro e Paolo per la chiesa feltrina di Ognissanti.
Fu maestro di Domenico Falce. Con la sua morte si estinse la famiglia Dal Pozzo.